# Seria GP2 – Silverstone 2016
Runda GP2 na torze Silverstone Circuit – piąta runda mistrzostw serii GP2 w sezonie 2016.

## Lista startowa
| Nr | Kierowca            | Zespół                  | Samochód       | Silnik              | Opony |
| -- | ------------------- | ----------------------- | -------------- | ------------------- | ----- |
| 1  | Nobuharu Matsushita | ART Grand Prix          | Dallara GP2/11 | Mecachrome V8 4.00l | P     |
| 2  | Siergiej Sirotkin   | ART Grand Prix          | Dallara GP2/11 | Mecachrome V8 4.00l | P     |
| 3  | Norman Nato         | Racing Engineering      | Dallara GP2/11 | Mecachrome V8 4.00l | P     |
| 4  | Jordan King         | Racing Engineering      | Dallara GP2/11 | Mecachrome V8 4.00l | P     |
| 5  | Alex Lynn           | DAMS                    | Dallara GP2/11 | Mecachrome V8 4.00l | P     |
| 6  | Nicholas Latifi     | DAMS                    | Dallara GP2/11 | Mecachrome V8 4.00l | P     |
| 7  | Mitch Evans         | Pertamina Campos Racing | Dallara GP2/11 | Mecachrome V8 4.00l | P     |
| 8  | Sean Gelael         | Pertamina Campos Racing | Dallara GP2/11 | Mecachrome V8 4.00l | P     |
| 9  | Raffaele Marciello  | Russian Time            | Dallara GP2/11 | Mecachrome V8 4.00l | P     |
| 10 | Artiom Markiełow    | Russian Time            | Dallara GP2/11 | Mecachrome V8 4.00l | P     |
| 11 | Gustav Malja        | Rapax                   | Dallara GP2/11 | Mecachrome V8 4.00l | P     |
| 12 | Arthur Pic          | Rapax                   | Dallara GP2/11 | Mecachrome V8 4.00l | P     |
| 14 | Philo Paz Armand    | Trident                 | Dallara GP2/11 | Mecachrome V8 4.00l | P     |
| 15 | Luca Ghiotto        | Trident                 | Dallara GP2/11 | Mecachrome V8 4.00l | P     |
| 18 | Sergio Canamasas    | Carlin                  | Dallara GP2/11 | Mecachrome V8 4.00l | P     |
| 19 | Marvin Kirchhöfer   | Carlin                  | Dallara GP2/11 | Mecachrome V8 4.00l | P     |
| 20 | Antonio Giovinazzi  | Prema Racing            | Dallara GP2/11 | Mecachrome V8 4.00l | P     |
| 21 | Pierre Gasly        | Prema Racing            | Dallara GP2/11 | Mecachrome V8 4.00l | P     |
| 22 | Oliver Rowland      | MP Motorsport           | Dallara GP2/11 | Mecachrome V8 4.00l | P     |
| 23 | Daniël de Jong      | MP Motorsport           | Dallara GP2/11 | Mecachrome V8 4.00l | P     |
| 24 | Nabil Jeffri        | Arden International     | Dallara GP2/11 | Mecachrome V8 4.00l | P     |
| 25 | Jimmy Eriksson      | Arden International     | Dallara GP2/11 | Mecachrome V8 4.00l | P     |
| Nr | Kierowca            | Zespół                  | Samochód       | Silnik              | Opony |

## Wyniki

### Sesja treningowa
| Nr | Kierowca     | Konstruktor  | Czas     | Okr. |
| -- | ------------ | ------------ | -------- | ---- |
| 21 | Pierre Gasly | Prema Racing | 1:39,890 | 18   |

### Kwalifikacje
Źródło: gpupdate.net
| 1                 | 3  | Norman Nato         | Racing Engineering      | 1:38,216 | 1       |
| 2                 | 21 | Pierre Gasly        | Prema Racing            | 1:38,441 | 2       |
| 3                 | 6  | Nicholas Latifi     | DAMS                    | 1:38,797 | 3       |
| 4                 | 9  | Raffaele Marciello  | Russian Time            | 1:38,842 | 4       |
| 5                 | 20 | Antonio Giovinazzi  | Prema Racing            | 1:38,912 | 5       |
| 6                 | 7  | Mitch Evans         | Pertamina Campos Racing | 1:39,084 | 6       |
| 7                 | 4  | Jordan King         | Racing Engineering      | 1:39,123 | 7       |
| 8                 | 12 | Arthur Pic          | Rapax                   | 1:39,160 | 8       |
| 9                 | 22 | Oliver Rowland      | MP Motorsport           | 1:39,192 | 9       |
| 10                | 10 | Artiom Markiełow    | Russian Time            | 1:39,370 | 10      |
| 11                | 1  | Nobuharu Matsushita | ART Grand Prix          | 1:39,572 | 11      |
| 12                | 19 | Marvin Kirchhöfer   | Carlin                  | 1:39,668 | 12      |
| 13                | 18 | Sergio Canamasas    | Carlin                  | 1:39,749 | 16      |
| 14                | 8  | Sean Gelael         | Pertamina Campos Racing | 1:39,750 | 13      |
| 15                | 11 | Gustav Malja        | Rapax                   | 1:39,798 | 14      |
| 16                | 5  | Alex Lynn           | DAMS                    | 1:39,928 | 15      |
| 17                | 23 | Daniël de Jong      | MP Motorsport           | 1:40,459 | 17      |
| 18                | 25 | Jimmy Eriksson      | Arden International     | 1:40,838 | 18      |
| 19                | 24 | Nabil Jeffri        | Arden International     | 1:41,160 | 19      |
| 20                | 14 | Philo Paz Armand    | Trident                 | 1:41,385 | 20      |
| 21                | 15 | Luca Ghiotto        | Trident                 | –        | 21      |
| Zdyskwalifikowani |    |                     |                         |          |         |
|                   | 2  | Siergiej Sirotkin   | ART Grand Prix          | 1:38,904 | PIT     |
| Poz.              | Nr | Kierowca            | Konstruktor             | Czas     | Poz. s. |

### Główny wyścig

#### Wyścig
Źródło: Wyprzedź Mnie!
| P  | + / –     | Nr | Kierowca            | Konstruktor             | Okr. | Czas / Strata | Komentarz |
| -- | --------- | -- | ------------------- | ----------------------- | ---- | ------------- | --------- |
| 1  | 1         | 21 | Pierre Gasly        | Prema Racing            | 29   | 51:39,383     |           |
| 2  | 3         | 20 | Antonio Giovinazzi  | Prema Racing            | 29   | +0:09,422     |           |
| 3  | 6         | 22 | Oliver Rowland      | MP Motorsport           | 29   | +0:11,090     |           |
| 4  | 2         | 7  | Mitch Evans         | Pertamina Campos Racing | 29   | +0:21,667     |           |
| 5  | 16        | 15 | Luca Ghiotto        | Trident                 | 29   | +0:24,591     |           |
| 6  | 5         | 1  | Nobuharu Matsushita | ART Grand Prix          | 29   | +0:25,165     |           |
| 7  | 6         | 3  | Norman Nato         | Racing Engineering      | 29   | +0:25,474     |           |
| 8  | 1         | 4  | Jordan King         | Racing Engineering      | 29   | +0:25,651     |           |
| 9  | 5         | 9  | Raffaele Marciello  | Russian Time            | 29   | +0:31,757     |           |
| 10 | Bez zmian | 10 | Artiom Markiełow    | Russian Time            | 29   | +0:33,115     |           |
| 11 | 8         | 6  | Nicholas Latifi     | DAMS                    | 29   | +0:34,220     |           |
| 12 | Bez zmian | 19 | Marvin Kirchhöfer   | Carlin                  | 29   | +0:34,409     |           |
| 13 | 3         | 18 | Sergio Canamasas    | Carlin                  | 29   | +0:37,898     |           |
| 14 | 6         | 12 | Arthur Pic          | Rapax                   | 29   | +0:42,610     |           |
| 15 | 3         | 25 | Jimmy Eriksson      | Arden International     | 29   | +0:55,205     |           |
| 16 | 1         | 5  | Alex Lynn           | DAMS                    | 29   | +0:56,604     |           |
| 17 | 2         | 24 | Nabil Jeffri        | Arden International     | 29   | +0:57,490     |           |
| 18 | 4         | 2  | Siergiej Sirotkin   | ART Grand Prix          | 29   | +1:02,096     |           |
| 19 | 2         | 23 | Daniël de Jong      | MP Motorsport           | 29   | +1:23,661     |           |
| 20 | Bez zmian | 14 | Philo Paz Armand    | Trident                 | 29   | +1:39,764     |           |
| 21 | 8         | 8  | Sean Gelael         | Pertamina Campos Racing | 28   | +1 okr.       |           |
| 22 | 8         | 11 | Gustav Malja        | Rapax                   | 28   | +1 okr.       |           |
| P  | + / –     | Nr | Kierowca            | Konstruktor             | Okr. | Czas / Strata | Komentarz |

#### Najszybsze okrążenie
| Nr | Kierowca    | Konstruktor             | Czas     | Okr. |
| -- | ----------- | ----------------------- | -------- | ---- |
| 7  | Mitch Evans | Pertamina Campos Racing | 1:43,172 | 24   |

### Sprint

#### Wyścig
Źródło: Wyprzedź Mnie!
| P  | + / –     | Nr | Kierowca            | Konstruktor             | Okr. | Czas / Strata | Komentarz |
| -- | --------- | -- | ------------------- | ----------------------- | ---- | ------------- | --------- |
| 1  | Bez zmian | 4  | Jordan King         | Racing Engineering      | 21   | 37:35,325     |           |
| 2  | 2         | 15 | Luca Ghiotto        | Trident                 | 21   | +0:00,580     |           |
| 3  | 3         | 22 | Oliver Rowland      | MP Motorsport           | 21   | +0:11,664     |           |
| 4  | 3         | 20 | Antonio Giovinazzi  | Prema Racing            | 21   | +0:11,786     |           |
| 5  | 2         | 1  | Nobuharu Matsushita | ART Grand Prix          | 21   | +0:17,518     |           |
| 6  | 3         | 9  | Raffaele Marciello  | Russian Time            | 21   | +0:20,467     |           |
| 7  | 1         | 21 | Pierre Gasly        | Prema Racing            | 21   | +0:23,126     |           |
| 8  | 4         | 19 | Marvin Kirchhöfer   | Carlin                  | 21   | +0:25,873     |           |
| 9  | 4         | 18 | Sergio Canamasas    | Carlin                  | 21   | +0:26,721     |           |
| 10 | 1         | 6  | Nicholas Latifi     | DAMS                    | 21   | +0:27,370     |           |
| 11 | 3         | 12 | Arthur Pic          | Rapax                   | 21   | +0:28,061     |           |
| 12 | 2         | 10 | Artiom Markiełow    | Russian Time            | 21   | +0:28,632     |           |
| 13 | 8         | 7  | Mitch Evans         | Pertamina Campos Racing | 21   | +0:28,844     |           |
| 14 | 2         | 5  | Alex Lynn           | DAMS                    | 21   | +0:29,598     |           |
| 15 | 2         | 24 | Nabil Jeffri        | Arden International     | 21   | +0:31,284     |           |
| 16 | 3         | 23 | Daniël de Jong      | MP Motorsport           | 21   | +0:32,249     |           |
| 17 | 2         | 25 | Jimmy Eriksson      | Arden International     | 21   | +0:35,412     |           |
| 18 | 3         | 8  | Sean Gelael         | Pertamina Campos Racing | 21   | +0:40,058     |           |
| 19 | 3         | 11 | Gustav Malja        | Rapax                   | 21   | +0:46,964     |           |
| 20 | Bez zmian | 14 | Philo Paz Armand    | Trident                 | 21   | +1:30,028     |           |
| 21 | 3         | 2  | Siergiej Sirotkin   | ART Grand Prix          | 21   | +1:30,624     |           |
| 22 | 20        | 3  | Norman Nato         | Racing Engineering      | 19   | +2 okr.       |           |
| P  | + / –     | Nr | Kierowca            | Konstruktor             | Okr. | Czas / Strata | Komentarz |

#### Najszybsze okrążenie
| Nr | Kierowca     | Konstruktor | Czas     | Okr. |
| -- | ------------ | ----------- | -------- | ---- |
| 15 | Luca Ghiotto | Trident     | 1:44,199 | 3    |

## Klasyfikacja po zakończeniu rundy

### Kierowcy
| P  | +/− | Kierowca            | Starty | Punkty | P1 | P2 | P3 | PP | NO | NS |
| -- | --- | ------------------- | ------ | ------ | -- | -- | -- | -- | -- | -- |
| 1  | +4  | Oliver Rowland      | 10     | 79     | –  | 1  | 3  | –  | –  | –  |
| 2  | +4  | Antonio Giovinazzi  | 10     | 78     | 2  | 1  | –  | 1  | 1  | 2  |
| 3  | +5  | Pierre Gasly        | 10     | 74     | 1  | 2  | 1  | 1  | 1  | 2  |
| 4  | −3  | Raffaele Marciello  | 10     | 72     | –  | –  | 3  | –  | –  | –  |
| 5  | −3  | Mitch Evans         | 10     | 70     | 1  | –  | –  | –  | 2  | 1  |
| 6  | −3  | Norman Nato         | 10     | 65     | 1  | 1  | –  | 1  | 1  | 2  |
| 7  | +2  | Jordan King         | 10     | 64     | 2  | –  | 1  | –  | 1  | 1  |
| 8  | −4  | Artiom Markiełow    | 10     | 55     | 1  | –  | –  | –  | 1  | 2  |
| 9  | −2  | Alex Lynn           | 10     | 51     | 1  | –  | 1  | –  | –  | 1  |
| 10 | +1  | Nobuharu Matsushita | 8      | 46     | 1  | –  | –  | –  | 2  | 1  |
| 11 | −1  | Siergiej Sirotkin   | 10     | 40     | –  | 1  | 1  | 2  | –  | 3  |
| 12 | +3  | Luca Ghiotto        | 10     | 38     | –  | 1  | –  | –  | 1  | 2  |
| 13 | −1  | Sean Gelael         | 10     | 24     | –  | 1  | –  | –  | –  | 3  |
| 14 | −1  | Nicholas Latifi     | 10     | 21     | –  | 1  | –  | –  | –  | 4  |
| 15 | −1  | Marvin Kirchhöfer   | 10     | 19     | –  | 1  | –  | –  | –  | 2  |
| 16 | 0   | Sergio Canamasas    | 10     | 14     | –  | –  | –  | –  | –  | 2  |
| 17 | 0   | Jimmy Eriksson      | 10     | 10     | –  | –  | –  | –  | –  | 2  |
| 18 | 0   | Daniël de Jong      | 10     | 6      | –  | –  | –  | –  | –  | –  |
| 19 | 0   | Arthur Pic          | 10     | 4      | –  | –  | –  | –  | –  | 2  |
| 20 | 0   | Gustav Malja        | 10     | 3      | –  | –  | –  | –  | –  | 1  |
| 21 | 0   | Nabil Jeffri        | 10     | 2      | –  | –  | –  | –  | –  | 3  |
| 22 | 0   | Philo Paz Armand    | 10     | 0      | –  | –  | –  | –  | –  | 5  |
| 23 | 0   | René Binder         | 2      | 0      | –  | –  | –  | –  | –  | –  |
| P  | +/− | Kierowca            | Starty | Punkty | P1 | P2 | P3 | PP | NO | NS |

### Zespoły
| P  | +/− | Konstruktor             | Starty | Punkty | P1 | P2 | P3 | PP | NO | NS |
| -- | --- | ----------------------- | ------ | ------ | -- | -- | -- | -- | -- | -- |
| 1  | +2  | Prema Racing            | 20     | 152    | 3  | 3  | 1  | 5  | 2  | 4  |
| 2  | 0   | Racing Engineering      | 20     | 129    | 3  | 1  | 1  | 2  | 3  | 3  |
| 3  | −2  | Russian Time            | 20     | 127    | 1  | –  | 3  | –  | 1  | 2  |
| 4  | 0   | Pertamina Campos Racing | 20     | 94     | 1  | 1  | –  | –  | 2  | 4  |
| 5  | +1  | ART Grand Prix          | 20     | 86     | 1  | 1  | 1  | 4  | 2  | 4  |
| 6  | +1  | MP Motorsport           | 20     | 85     | –  | 1  | 3  | –  | –  | –  |
| 7  | −2  | DAMS                    | 20     | 72     | 1  | 1  | 1  | –  | –  | 5  |
| 8  | +1  | Trident                 | 20     | 38     | –  | 1  | –  | –  | 1  | 7  |
| 9  | −1  | Carlin                  | 20     | 33     | –  | 1  | –  | –  | –  | 4  |
| 10 | 0   | Arden International     | 20     | 12     | –  | –  | –  | –  | –  | 5  |
| 11 | 0   | Rapax                   | 20     | 7      | –  | –  | –  | –  | –  | 3  |
| P  | +/− | Kierowca                | Starty | Punkty | P1 | P2 | P3 | PP | NO | NS |